# Thailand Open 2005
Il Thailand Open 2005 è stato un torneo di tennis giocato sul cemento indoor. È stata la 3ª edizione del Thailand Open, che fa parte della categoria International Series nell'ambito dell'ATP Tour 2005. Si è giocato all'Impact Arena di Bangkok in Thailandia, dal 26 settembre al 2 ottobre 2005.

## Campioni

### Singolare
Roger Federer ha battuto in finale  Andy Murray con il punteggio di 6–3, 7–5

### Doppio
Paul Hanley /  Leander Paes hanno battuto in finale  Jonathan Erlich /  Andy Ram con il punteggio di 6(5)–7, 6–1, 6–2